# しのぶ (テレビドラマ)
『しのぶ』は、有馬頼義の小説『巡査の子』を原作として、1985年4月1日から同年6月28日まで、フジテレビ系列で放送された東海テレビ制作の昼ドラマである。全65回。

## 概要
幼い頃から華族の松浦家の女中として奉公するしのぶは、自身の身の上に起こるさまざまな逆境に耐えながら密かに忠彦に思いを寄せるが、忠彦は俊子と結婚することとなる。しのぶは身を引いて田舎へ戻り地元の男と結婚したものの、その生活は幸せと言えるものではなかった。やがて、しのぶは戦後の混乱を経て奇しくも忠彦と再会する。

## キャスト
- しのぶ - 藤吉久美子[2]、岡崎由喜枝（少女時代）
- 松浦忠彦 - 宅麻伸[2]
- 朝子 - 三浦リカ
- 俊子 - 深水真紀子
- 仙太郎 - 福田勝彌[2]
- 風祭ゆき
- たけよ - 原知佐子
- 中原ひとみ[2]
- 阿藤海
- なべおさみ[2]
- 杉崎昭彦
- 内田勝正
- 苅谷俊介
- 棟里佳
- 寺田路恵
- 小林昭二
- 石濱朗[2]
- 長内美那子[2]
- 須藤由香
- 加島潤
- 藤江リカ
- 奥村公延
- 藍とも子
- ナレーター - 渡辺美佐子[2]

## 主題歌
「忍冬」
作詞 - ちあき哲也 / 作曲 - 杉本真人 / 編曲 - 神山純一 / 歌 - 因幡晃
レーベル - バップレコード

## スタッフ
- 脚本 - 白井更生、津田幸於[2]、北原優[2]
- 音楽 - 神山純一
- 映像 - 内山久光
- 照明 - 久保重信
- 音声 - 友枝裕治
- カラー調整 - 宇津野裕行
- 音響効果 - 大塚民生
- 編集 - 森崎好
- デザイン - 西亥一郎
- 美術進行 - 長谷川晴生
- 装置・装飾 - にっかつスタジオ
- スチール - 古賀慎二
- 衣裳 - 東京衣裳
- メイク・ヘアー - メイク&ウィッグ
- 題字 - 野沢知且
- 衣装協力 - 京都たかさん
- 演出補 - 津崎敏喜
- 記録 - 勝原繁子、馬場秀美
- 制作補 - 法村勝
- 技術 - 大沢清
- 協力 - 東通
- プロデューサー - 出原弘之、井村次雄、猪股堯、桜林甫
- 制作会社 - 東海テレビ[2]、松竹株式会社
- 演出（監督） - 真船禎、松生秀二、井村次雄、小野俊和